# Навбунёд (район Рудаки)
Навбунёд (тадж. Навбунёд; до 2008 года — Янгикурилиш) — село в районе Рудаки Республики Таджикистан. Входит в состав джамоата (сельской общины) Чоргултеппа.
Находится на расстоянии 3 км от районного центра (пгт. Сомониён).
Население — 2876 чел. (2017).